# Liverpool Football Club 2024-2025
Questa voce raccoglie le informazioni riguardanti il Liverpool Football Club nelle competizioni ufficiali della stagione 2024-2025.

## Stagione
Dopo nove anni e numerosi successi nazionali e internazionali, termina l'esperienza di Jürgen Klopp sulla panchina dei Reds, che per sostituirlo scelgono l'olandese Arne Slot. In Premier League il Liverpool domina la stagione, andando in testa da solo già alla 6ª giornata; dopo aver perso brevemente il primato solitario in favore del Manchester City alla 9ª giornata, dal turno successivo il Liverpool torna in testa e chiude il girone d'andata da primo. Il girone di ritorno è un monologo, con la vittoria matematica del ventesimo campionato che arriva alla 34ª giornata, con quattro turni d'anticipo sulla fine del torneo.
In Champions League il Liverpool chiude da primo la fase campionato della rinnovata massima competizione continentale, prima di essere eliminato negli ottavi di finale dal Paris Saint-Germain.
In FA Cup arriva un'eliminazione inattesa contro il Plymouth nei sedicesimi di finale, mentre in League Cup il Liverpool raggiunge la finale, perdendola contro il Newcastle United.

## Maglie e sponsor
Lo sponsor tecnico è Nike, mentre lo sponsor ufficiale è Standard Chartered.
|  | Casa | Trasferta | Terza divisa |

## Rosa
Rosa, numerazione e ruoli, tratti dal sito ufficiale, aggiornati al 29 agosto 2024.
| N. |                        | Ruolo | Calciatore                 |
| -- | ---------------------- | ----- | -------------------------- |
| 1  | Brasile (bandiera)     | P     | Alisson Becker             |
| 2  | Inghilterra (bandiera) | D     | Joe Gomez                  |
| 3  | Giappone (bandiera)    | C     | Wataru Endō                |
| 4  | Paesi Bassi (bandiera) | D     | Virgil van Dijk (capitano) |
| 5  | Francia (bandiera)     | D     | Ibrahima Konaté            |
| 7  | Colombia (bandiera)    | A     | Luis Díaz                  |
| 8  | Ungheria (bandiera)    | C     | Dominik Szoboszlai         |
| 9  | Uruguay (bandiera)     | A     | Darwin Núñez               |
| 10 | Argentina (bandiera)   | C     | Alexis Mac Allister        |
| 11 | Egitto (bandiera)      | A     | Mohamed Salah              |
| 14 | Italia (bandiera)      | A     | Federico Chiesa            |
| 17 | Inghilterra (bandiera) | C     | Curtis Jones               |
| 18 | Paesi Bassi (bandiera) | A     | Cody Gakpo                 |
| 19 | Inghilterra (bandiera) | C     | Harvey Elliott             |

| N. |                             | Ruolo | Calciatore                             |
| -- | --------------------------- | ----- | -------------------------------------- |
| 20 | Portogallo (bandiera)       | A     | Diogo Jota                             |
| 21 | Grecia (bandiera)           | D     | Kōstas Tsimikas                        |
| 26 | Scozia (bandiera)           | D     | Andrew Robertson                       |
| 38 | Paesi Bassi (bandiera)      | C     | Ryan Gravenberch                       |
| 43 | Spagna (bandiera)           | C     | Stefan Bajčetić                        |
| 45 | Brasile (bandiera)          | P     | Marcelo Pitaluga                       |
| 47 | Inghilterra (bandiera)      | D     | Nathaniel Phillips                     |
| 50 | Scozia (bandiera)           | A     | Ben Doak                               |
| 56 | Rep. Ceca (bandiera)        | P     | Vítězslav Jaroš                        |
| 62 | Irlanda (bandiera)          | P     | Caoimhín Kelleher                      |
| 66 | Inghilterra (bandiera)      | D     | Trent Alexander-Arnold (vice capitano) |
| 78 | Inghilterra (bandiera)      | D     | Jarell Quansah                         |
| 84 | Irlanda del Nord (bandiera) | D     | Conor Bradley                          |

## Calciomercato

### Sessione estiva
| Acquisti         | Acquisti             | Acquisti  | Acquisti                  |
| R.               | Nome                 | da        | Modalità                  |
| ---------------- | -------------------- | --------- | ------------------------- |
| P                | Giorgi Mamardashvili | Valencia  | definitivo (30 milioni €) |
| A                | Federico Chiesa      | Juventus  | definitivo (12 milioni €) |
| Altre operazioni |                      |           |                           |
| R.               | Nome                 | da        | Modalità                  |
| C                | Fábio Carvalho       | Hull City | fine prestito             |
| D                | Sepp van den Berg    | Magonza   | fine prestito             |
| D                | Calvin Ramsay        | Wigan     | fine prestito             |

| Cessioni         | Cessioni             | Cessioni      | Cessioni                    |
| R.               | Nome                 | a             | Modalità                    |
| ---------------- | -------------------- | ------------- | --------------------------- |
| D                | Sepp van den Berg    | Brentford     | definitivo (23,6 milioni €) |
| C                | Fábio Carvalho       | Brentford     | definitivo (23,4 milioni €) |
| P                | Adrián               | Betis         | gratuito                    |
| P                | Giorgi Mamardashvili | Valencia      | prestito                    |
| C                | Stefan Bajčetić      | Salisburgo    | prestito                    |
| D                | Calvin Ramsay        | Wigan         | prestito                    |
| D                | Rhys Williams        | Morecambe     | prestito                    |
| A                | Ben Doak             | Middlesbrough | prestito                    |
| A                | Nathaniel Phillips   | Derby County  | prestito                    |
| A                | Lewis Koumas         | Stoke City    | prestito                    |
| C                | Thiago Alcántara     |               | ritiro                      |
| D                | Joël Matip           |               | svincolato                  |
| Altre operazioni |                      |               |                             |
| R.               | Nome                 | da            | Modalità                    |

### Sessione invernale
| Acquisti         | Acquisti         | Acquisti         | Acquisti         |
| R.               | Nome             | da               | Modalità         |
| Altre operazioni | Altre operazioni | Altre operazioni | Altre operazioni |
| R.               | Nome             | da               | Modalità         |
| ---------------- | ---------------- | ---------------- | ---------------- |
| C                | Stefan Bajčetić  | Salisburgo       | fine prestito    |

| Cessioni         | Cessioni         | Cessioni         | Cessioni         |
| R.               | Nome             | a                | Modalità         |
| Altre operazioni | Altre operazioni | Altre operazioni | Altre operazioni |
| R.               | Nome             | da               | Modalità         |
| ---------------- | ---------------- | ---------------- | ---------------- |
| C                | Stefan Bajčetić  | Las Palmas       | prestito         |

## Risultati

### Premier League

#### Girone di andata
| Arbitro: | Robinson |

|  |           |                    |
|  | Marcatori | 60’ Jota 65’ Salah |

| Arbitro: | Attwell |

|                       |           |  |
| L. Díaz 13’ Salah 70’ | Marcatori |  |

| Arbitro: | Taylor |

|  |           |                            |
|  | Marcatori | 35’, 42’ L. Díaz 56’ Salah |

| Arbitro: | Oliver |

|  |           |                 |
|  | Marcatori | 72’ Hudson-Odoi |

| Arbitro: | Harrington |

|                            |           |  |
| L. Díaz 26’, 28’ Núñez 37’ | Marcatori |  |

| Arbitro: | Taylor |

|               |           |                                  |
| Aït-Nouri 56’ | Marcatori | 45+2’ I. Konaté 61’ (rig.) Salah |

| Arbitro: | Hooper |

|  |           |         |
|  | Marcatori | 9’ Jota |

| Arbitro: | Brooks |

|                               |           |             |
| Salah 29’ (rig.) C. Jones 51’ | Marcatori | 48’ Jackson |

| Arbitro: | Taylor |

|                    |           |                        |
| Saka 9’ Merino 43’ | Marcatori | 18’ Van Dijk 81’ Salah |

| Arbitro: | Harrington |

|                     |           |              |
| Gakpo 69’ Salah 72’ | Marcatori | 14’ Kadıoğlu |

| Arbitro: | Coote |

|                     |           |  |
| Núñez 20’ Salah 84’ | Marcatori |  |

| Arbitro: | Barrott |

|                             |           |                                      |
| Armstrong 42’ Fernandes 56’ | Marcatori | 30’ Szoboszlai 65’, 83’ (rig.) Salah |

| Arbitro: | Kavanagh |

|                            |           |  |
| Gakpo 12’ Salah 78’ (rig.) | Marcatori |  |

| Arbitro: | A. Madley |

|                               |           |                             |
| Isak 35’ Gordon 62’ Schär 90’ | Marcatori | 50’ C. Jones 68’, 83’ Salah |

| Arbitro: | Oliver |

|                          |           |                            |
| Beto 11’ Tarkowski 90+8’ | Marcatori | 16’ Mac Allister 73’ Salah |

| Arbitro: | Harrington |

|                    |           |                       |
| Gakpo 47’ Jota 86’ | Marcatori | 11’ Pereira 76’ Muniz |

| Arbitro: | Barrott |

|                                         |           |                                                                   |
| Maddison 41’ Kulusevski 72’ Solanke 83’ | Marcatori | 23’, 85’ L. Díaz 36’ Mac Allister 45+1’ Szoboszlai 54’, 61’ Salah |

| Arbitro: | Bond |

|                                    |           |            |
| Gakpo 45+1’ C. Jones 49’ Salah 82’ | Marcatori | 6’ J. Ayew |

| Arbitro: | Taylor |

|  |           |                                                               |
|  | Marcatori | 30’ L. Díaz 40’ Gakpo 44’ Salah 54’ Alexander-Arnold 84’ Jota |

#### Girone di ritorno
| Arbitro: | Oliver |

|                            |           |                            |
| Gakpo 59’ Salah 70’ (rig.) | Marcatori | 52’ L. Martínez 80’ Diallo |

| Arbitro: | Kavanagh |

|         |           |          |
| Wood 8’ | Marcatori | 66’ Jota |

| Arbitro: | A. Madley |

|  |           |                    |
|  | Marcatori | 90+1’, 90+3’ Núñez |

| Arbitro: | Salisbury |

|                                         |           |             |
| Szoboszlai 11’ Salah 35’ Gakpo 44’, 66’ | Marcatori | 90’ Greaves |

| Arbitro: | England |

|  |           |                       |
|  | Marcatori | 30’ (rig.), 75’ Salah |

| Arbitro: | Hooper |

|                              |           |           |
| L. Díaz 15’ Salah 37’ (rig.) | Marcatori | 67’ Cunha |

| Arbitro: | Taylor |

|  |           |                          |
|  | Marcatori | 14’ Salah 37’ Szoboszlai |

| Arbitro: | Attwell |

|                                 |           |  |
| Szoboszlai 11’ Mac Allister 63’ | Marcatori |  |

| Arbitro: | L. Smith |

|                                        |           |                 |
| Núñez 51’ Salah 54’ (rig.), 88’ (rig.) | Marcatori | 45+1’ Smallbone |

| Arbitro: | Pawson |

|                             |           |                                |
| Tielemans 38’ Watkins 45+3’ | Marcatori | 29’ Salah 61’ Alexander-Arnold |

| Arbitro: | Barrott |

|          |           |  |
| Jota 57’ | Marcatori |  |

| Arbitro: | Kavanagh |

|                                   |           |                              |
| Sessegnon 23’ Iwobi 32’ Muniz 37’ | Marcatori | 14’ Mac Allister 72’ L. Díaz |

| Arbitro: | Madley |

|                          |           |                      |
| L. Díaz 18’ Van Dijk 89’ | Marcatori | 86’ (aut.) Robertson |

| Arbitro: | Attwell |

|  |           |                      |
|  | Marcatori | 76’ Alexander-Arnold |

| Arbitro: | Bramall |

|                                                                    |           |             |
| L. Díaz 16’ Mac Allister 24’ Gakpo 34’ Salah 63’ Udogie 69’ (aut.) | Marcatori | 12’ Solanke |

| Arbitro: | Hooper |

|                                                        |           |              |
| E. Fernández 3’ Quansah 56’ (aut.) Palmer 90+6’ (rig.) | Marcatori | 85’ Van Dijk |

| Arbitro: | Taylor |

|                       |           |                           |
| Gakpo 20’ L. Díaz 21’ | Marcatori | 47’ Martinelli 70’ Merino |

| Arbitro: | Madley |

|                                      |           |                             |
| Ayari 32’ Mitoma 65’ Hinshelwood 85’ | Marcatori | 9’ Elliott 45+1’ Szoboszlai |

| Arbitro: | England |

|           |           |            |
| Salah 84’ | Marcatori | 9’ I. Sarr |

### FA Cup
| Arbitro: | L. Smith |

|                                                    |           |  |
| Jota 29’ Alexander-Arnold 45’ Danns 76’ Chiesa 90’ | Marcatori |  |

| Arbitro: | L. Smith |

|                   |           |  |
| Hardie 53’ (rig.) | Marcatori |  |

### League Cup
| Arbitro: | A. Madley |

|                                          |           |                    |
| Jota 25’, 49’ Salah 74’ Gakpo 90’, 90+3’ | Marcatori | 21’ (aut.) Quansah |

| Arbitro: | D. Bond |

|                         |           |                            |
| Adingra 81’ Lamptey 90’ | Marcatori | 46’, 63’ Gakpo 85’ L. Díaz |

| Arbitro: | Hooper |

|            |           |                         |
| Archer 59’ | Marcatori | 4’ D. Núñez 32’ Elliott |

| Arbitro: | Attwell |

|              |           |  |
| Bergvall 86’ | Marcatori |  |

| Arbitro: | Pawson |

|                                                        |           |  |
| Gakpo 34’ Salah 51’ (rig.) Szoboszlai 75’ Van Dijk 80’ | Marcatori |  |

| Arbitro: | Brooks |

|              |           |                   |
| Chiesa 90+4’ | Marcatori | 45’ Burn 52’ Isak |

### UEFA Champions League

#### Fase campionato
| Arbitro: | Eskås |

|            |           |                                        |
| Pulisic 3’ | Marcatori | 23’ Konaté 41’ Van Dijk 67’ Szoboszlai |

| Arbitro: | Dabanović |

|                            |           |  |
| Mac Allister 11’ Salah 75’ | Marcatori |  |

| Arbitro: | Schärer |

|  |           |              |
|  | Marcatori | 27’ D. Núñez |

| Arbitro: | Makkelie |

|                                   |           |  |
| L. Díaz 61’, 83’, 90+2’ Gakpo 63’ | Marcatori |  |

| Arbitro: | Letexier |

|                            |           |  |
| Mac Allister 52’ Gakpo 76’ | Marcatori |  |

| Arbitro: | Bastien |

|  |           |                  |
|  | Marcatori | 63’ (rig.) Salah |

| Arbitro: | Zwayer |

|                       |           |           |
| Salah 34’ Elliott 67’ | Marcatori | 62’ David |

| Arbitro: | Stieler |

|                                     |           |                              |
| Bakayoko 35’ Saibari 45’ Pepi 45+6’ | Marcatori | 28’ (rig.) Gakpo 40’ Elliott |

#### Fase a eliminazione diretta
| Arbitro: | Massa |

|  |           |             |
|  | Marcatori | 87’ Elliott |

| Arbitro: | Kovács |

|                      |                      |                                  |
|                      | Marcatori            | 12’ Dembélé                      |
| Salah Núñez C. Jones | Tiri di rigore 1 – 4 | Vitinha G. Ramos Dembélé D. Doué |

## Statistiche finali

### Statistiche di squadra
| Competizione     | Punti         | In casa | In casa | In casa | In casa | In casa | In casa | In trasferta | In trasferta | In trasferta | In trasferta | In trasferta | In trasferta | In campo neutro | In campo neutro | In campo neutro | In campo neutro | In campo neutro | In campo neutro | Totale | Totale | Totale | Totale | Totale | Totale | DR  |
| Competizione     | Punti         | G       | V       | N       | P       | Gf      | Gs      | G            | V            | N            | P            | Gf           | Gs           | G               | V               | N               | P               | Gf              | Gs              | G      | V      | N      | P      | Gf     | Gs     | DR  |
| ---------------- | ------------- | ------- | ------- | ------- | ------- | ------- | ------- | ------------ | ------------ | ------------ | ------------ | ------------ | ------------ | --------------- | --------------- | --------------- | --------------- | --------------- | --------------- | ------ | ------ | ------ | ------ | ------ | ------ | --- |
| Premier League   | 84 (Campione) | 19      | 14      | 4       | 1       | 42      | 16      | 19           | 11           | 5            | 3            | 44           | 25           | -               | -               | -               | -               | -               | -               | 38     | 25     | 9      | 4      | 86     | 41     | +45 |
| FA Cup           | -             | 1       | 1       | 0       | 0       | 4       | 0       | 1            | 0            | 0            | 1            | 0            | 1            | -               | -               | -               | -               | -               | -               | 2      | 1      | 0      | 1      | 4      | 1      | +3  |
| League Cup       | -             | 2       | 2       | 0       | 0       | 9       | 1       | 3            | 2            | 0            | 1            | 5            | 4            | 1               | 0               | 0               | 1               | 1               | 2               | 6      | 4      | 0      | 2      | 15     | 7      | +8  |
| Champions League | 21            | 5       | 4       | 0       | 1       | 10      | 2       | 5            | 4            | 0            | 1            | 8            | 4            | -               | -               | -               | -               | -               | -               | 10     | 8      | 0      | 2      | 18     | 6      | +12 |
| Totale           | -             | 27      | 21      | 4       | 2       | 65      | 19      | 28           | 17           | 5            | 6            | 57           | 34           | 1               | 0               | 0               | 1               | 1               | 2               | 56     | 38     | 9      | 9      | 123    | 55     | +68 |

### Andamento in campionato
| Giornata  | 1 | 2 | 3 | 4 | 5 | 6 | 7 | 8 | 9 | 10 | 11 | 12 | 13 | 14 | 15 | 16 | 17 | 18 | 19 | 20 | 21 | 22 | 23 | 24 | 25 | 26 | 27 | 28 | 29 | 30 | 31 | 32 | 33 | 34 | 35 | 36 | 37 | 38 |
| --------- | - | - | - | - | - | - | - | - | - | -- | -- | -- | -- | -- | -- | -- | -- | -- | -- | -- | -- | -- | -- | -- | -- | -- | -- | -- | -- | -- | -- | -- | -- | -- | -- | -- | -- | -- |
| Luogo     | T | C | T | C | C | T | T | C | T | C  | C  | T  | C  | T  | T  | C  | T  | C  | T  | C  | T  | T  | C  | T  | C  | T  | C  | C  | T  | C  | T  | C  | T  | C  | T  | C  | T  | C  |
| Risultato | V | V | V | P | V | V | V | V | N | V  | V  | V  | V  | N  | N  | N  | V  | V  | V  | N  | N  | V  | V  | V  | V  | V  | V  | V  | N  | V  | P  | V  | V  | V  | P  | N  | P  | N  |
| Posizione | 2 | 3 | 2 | 4 | 2 | 1 | 1 | 1 | 2 | 1  | 1  | 1  | 1  | 1  | 1  | 1  | 1  | 1  | 1  | 1  | 1  | 1  | 1  | 1  | 1  | 1  | 1  | 1  | 1  | 1  | 1  | 1  | 1  | 1  | 1  | 1  | 1  | 1  |

Legenda:

Luogo: C = Casa; T = Trasferta. Risultato: R = Rinviata; V = Vittoria; N = Pareggio; P = Sconfitta.

### Andamento in Champions League
| Giornata  | 1 | 2 | 3 | 4 | 5 | 6 | 7 | 8 |
| --------- | - | - | - | - | - | - | - | - |
| Luogo     | T | C | T | C | C | T | C | T |
| Risultato | V | V | V | V | V | V | V | P |
| Posizione | 7 | 5 | 2 | 1 | 1 | 1 | 1 | 1 |

Legenda:

Luogo: C = Casa; T = Trasferta. Risultato: R = Rinviata; V = Vittoria; N = Pareggio; P = Sconfitta.

### Statistiche individuali
| Giocatore           | Premier League | Premier League | Premier League | Premier League | FA Cup   | FA Cup | FA Cup      | FA Cup     | EFL Cup  | EFL Cup | EFL Cup     | EFL Cup    | Champions League | Champions League | Champions League | Champions League | Totale   | Totale | Totale      | Totale     |
| Giocatore           | Presenze       | Reti           | Ammonizioni    | Espulsioni     | Presenze | Reti   | Ammonizioni | Espulsioni | Presenze | Reti    | Ammonizioni | Espulsioni | Presenze         | Reti             | Ammonizioni      | Espulsioni       | Presenze | Reti   | Ammonizioni | Espulsioni |
| ------------------- | -------------- | -------------- | -------------- | -------------- | -------- | ------ | ----------- | ---------- | -------- | ------- | ----------- | ---------- | ---------------- | ---------------- | ---------------- | ---------------- | -------- | ------ | ----------- | ---------- |
| T. Alexander-Arnold | 33             | 3              | 4              | 0              | 1        | 1      | 0           | 0          | 2        | 0       | 0           | 0          | 8                | 0                | 0                | 0                | 44       | 4      | 4           | 0          |
| Alisson             | 28             | -29            | 1              | 0              | 0        | -0     | 0           | 0          | 1        | -1      | 0           | 0          | 6                | -3               | 0                | 0                | 35       | -33    | 1           | 0          |
| C. Bradley          | 19             | 0              | 4              | 0              | 1        | 0      | 0           | 0          | 4        | 0       | 0           | 0          | 5                | 0                | 0                | 0                | 29       | 0      | 4           | 0          |
| F. Chiesa           | 6              | 0              | 0              | 0              | 2        | 1      | 0           | 0          | 3        | 1       | 1           | 0          | 3                | 0                | 0                | 0                | 14       | 2      | 1           | 0          |
| J. Danns            | 1              | 0              | 0              | 0              | 1        | 1      | 0           | 0          | 1        | 0       | 0           | 0          | 1                | 0                | 0                | 0                | 4        | 1      | 0           | 0          |
| L. Díaz             | 36             | 13             | 2              | 0              | 1        | 0      | 0           | 0          | 4        | 1       | 0           | 0          | 9                | 3                | 1                | 0                | 50       | 17     | 3           | 0          |
| Diogo Jota          | 26             | 6              | 2              | 0              | 2        | 1      | 0           | 0          | 5        | 2       | 0           | 0          | 4                | 0                | 0                | 0                | 37       | 9      | 2           | 0          |
| H. Elliott          | 18             | 1              | 1              | 0              | 2        | 0      | 0           | 0          | 3        | 1       | 1           | 0          | 5                | 3                | 2                | 0                | 28       | 5      | 4           | 0          |
| W. Endō             | 20             | 0              | 0              | 0              | 2        | 1      | 0           | 0          | 4        | 0       | 1           | 0          | 6                | 0                | 0                | 0                | 32       | 1      | 1           | 0          |
| C. Gakpo            | 35             | 10             | 5              | 0              | 0        | 0      | 0           | 0          | 6        | 5       | 0           | 0          | 8                | 3                | 0                | 0                | 49       | 18     | 5           | 0          |
| J. Gomez            | 9              | 0              | 1              | 0              | 1        | 0      | 0           | 0          | 3        | 0       | 0           | 0          | 4                | 0                | 1                | 0                | 17       | 0      | 2           | 0          |
| R. Gravenberch      | 37             | 0              | 6              | 1              | 0        | 0      | 0           | 0          | 3        | 0       | 0           | 0          | 9                | 0                | 1                | 0                | 49       | 0      | 7           | 1          |
| V. Jaroš            | 1              | -0             | 0              | 0              | 0        | -0     | 0           | 0          | 1        | -2      | 0           | 0          | 0                | -0               | 0                | 0                | 2        | -2     | 0           | 0          |
| C. Jones            | 33             | 3              | 3              | 1              | 0        | 0      | 0           | 0          | 5        | 0       | 0           | 0          | 8                | 0                | 0                | 0                | 46       | 3      | 3           | 1          |
| C. Kelleher         | 10             | -12            | 0              | 0              | 2        | -1     | 0           | 0          | 4        | -4      | 0           | 0          | 4                | -3               | 0                | 0                | 20       | -20    | 0           | 0          |
| I. Konaté           | 31             | 1              | 5              | 0              | 0        | 0      | 0           | 0          | 4        | 0       | 1           | 0          | 7                | 1                | 2                | 0                | 42       | 2      | 8           | 0          |
| T. Kone-Doherty     | 0              | 0              | 0              | 0              | 1        | 0      | 1           | 0          | 0        | 0       | 0           | 0          | 0                | 0                | 0                | 0                | 1        | 0      | 1           | 0          |
| I. Mabaya           | 0              | 0              | 0              | 0              | 1        | 0      | 1           | 0          | 0        | 0       | 0           | 0          | 0                | 0                | 0                | 0                | 1        | 0      | 1           | 0          |
| A. Mac Allister     | 35             | 5              | 6              | 0              | 0        | 0      | 0           | 0          | 6        | 0       | 0           | 0          | 8                | 2                | 5                | 0                | 49       | 7      | 11          | 0          |
| J. McConnell        | 0              | 0              | 0              | 0              | 2        | 0      | 0           | 0          | 1        | 0       | 0           | 0          | 1                | 0                | 0                | 0                | 4        | 0      | 0           | 0          |
| T. Morton           | 0              | 0              | 0              | 0              | 1        | 0      | 0           | 0          | 3        | 0       | 0           | 0          | 1                | 0                | 1                | 0                | 5        | 0      | 1           | 0          |
| A. Nallo            | 0              | 0              | 0              | 0              | 0        | 0      | 0           | 0          | 0        | 0       | 0           | 0          | 1                | 0                | 0                | 1                | 1        | 0      | 0           | 1          |
| R. Ngumoha          | 0              | 0              | 0              | 0              | 1        | 0      | 0           | 0          | 0        | 0       | 0           | 0          | 0                | 0                | 0                | 0                | 1        | 0      | 0           | 0          |
| D. Núñez            | 30             | 5              | 5              | 0              | 2        | 0      | 0           | 0          | 6        | 1       | 0           | 0          | 9                | 1                | 1                | 0                | 47       | 7      | 6           | 0          |
| T. Nyoni            | 0              | 0              | 0              | 0              | 2        | 0      | 1           | 0          | 2        | 0       | 0           | 0          | 1                | 0                | 0                | 0                | 5        | 0      | 1           | 0          |
| J. Quansah          | 13             | 0              | 2              | 0              | 2        | 0      | 0           | 0          | 6        | 0       | 1           | 0          | 4                | 0                | 0                | 0                | 25       | 0      | 3           | 0          |
| A. Robertson        | 33             | 0              | 3              | 1              | 0        | 0      | 0           | 0          | 4        | 0       | 0           | 0          | 8                | 0                | 2                | 0                | 45       | 0      | 5           | 1          |
| M. Salah            | 38             | 29             | 1              | 0              | 0        | 0      | 0           | 0          | 5        | 2       | 0           | 0          | 9                | 3                | 0                | 0                | 52       | 34     | 1           | 0          |
| D. Szoboszlai       | 36             | 6              | 6              | 0              | 1        | 0      | 0           | 0          | 3        | 1       | 0           | 0          | 9                | 1                | 0                | 0                | 49       | 8      | 6           | 0          |
| K. Tsimikas         | 18             | 0              | 2              | 0              | 2        | 0      | 0           | 0          | 3        | 0       | 0           | 0          | 6                | 0                | 1                | 0                | 29       | 0      | 3           | 0          |
| V. Van Dijk         | 37             | 3              | 5              | 0              | 0        | 0      | 0           | 0          | 3        | 1       | 0           | 0          | 9                | 1                | 2                | 0                | 49       | 5      | 7           | 0          |